# Чай (рослина)

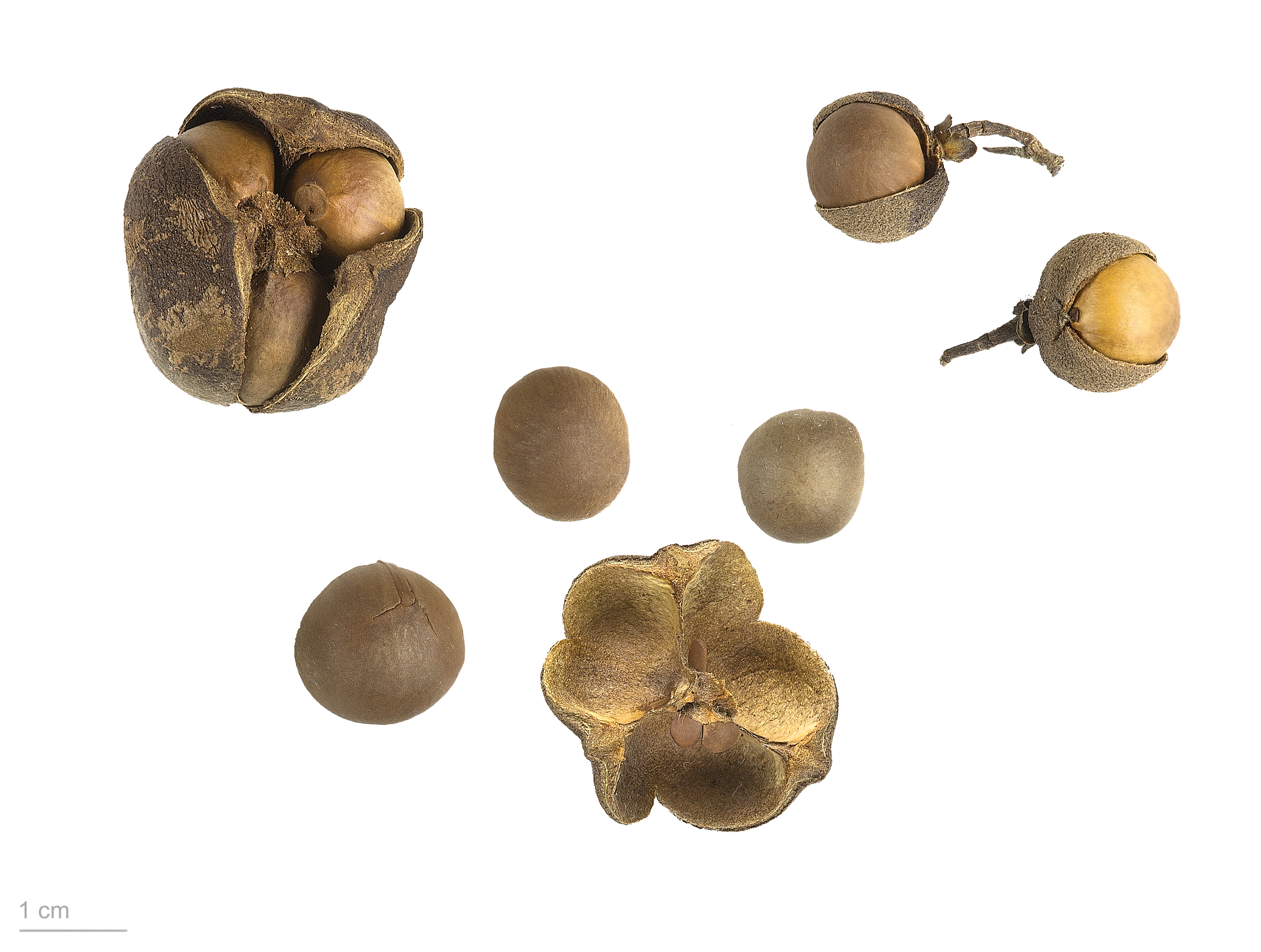
Camellia sinensis — Тулузький музей

Чай, чайний кущ, або чай китайський (Camellia sinensis L.) Kuntze) — вічнозелений, галузистий кущ роду камелія. У культурі не перевищує 0,5–1,5 м заввишки, але у дикому стані може сягнути 10 метрів та більше. Листки чергові, видовжено овальні, цілісні, 6–7 см завдовжки, 3,5–4 см завширшки, гостро-зубчасті, зверху темно-зелені, зісподу світло-зелені з короткою топою, іноді з роздвоєною верхівкою та широко-клиноподібною основою. Квіти правильні, поодинокі або по 2–5 в пазухах листків; пелюстки білі, рідше бувають рожеві. Плід — коробочка. Цвіте у червні — липні.
Також існує чайне дерево — австралійська рослина, що не має жодного стосунку до чайного куща.

## Біоморфологічна характеристика
Це кущ чи дерево 1–5(9) м заввишки. Молоді гілки сірувато-жовті, голі; поточного року гілки багряно-червоні, біло запушені; кінцеві бруньки сріблясто-сірі. Листкова ніжка 4–7 мм, запушена, гола; листова пластинка еліптична, видовжено-еліптична або довгаста, 5–14 × 2–7.5 см, шкіряста, абаксіально блідо-зелена і гола або запушена, адаксіально темно-зелена, блискуча та гола, середня жилка ± піднята на обох поверхнях, вторинні жилки 7–9 з кожного боку, край зубчастий, верхівка від тупо гострої до загостреної і з тупою верхівкою. Квітки пазушні, поодинокі або по 3 в китиці, 2.5–3.5 см в діаметрі. Квітконіжка 5–10 мм, запушена або гола. Чашолистків 5, від широкояйцеподібних до майже округлих, 3–5 мм, зовні голі чи біло запушені, всередині біло запушені, по краю війчасті. Пелюсток 6–8, білих; зовнішні 1–3 пелюстки чашеподібні; внутрішні пелюстки від оберненояйцеподібних до широкооберненояйцюватих, 1.5–2 × 1.2–2 см, при основі зрощені, верхівка закруглена. Тичинки численні, 0.8–1.3 см. Коробочка приплюснута, 1–1.5 × 1.5–3 см. Насіння коричневе майже кулясте, 1–1.4 см у діаметрі.

## Поширення
Батьківщина китайського чаю — гірські ліси Південного Китаю та Індокитаю. Найпівнічніші комерційні плантації чаю знаходяться у Німеччині та Великій Британії. У Закарпатті знаходиться плантація чаю в найхолоднішому кліматі в світі, але вона поки що не має комерційного значення.

## Промислове значення
Вирощують чай заради листя та верхівкових частин пагонів з 2–3 недорозвиненими листочками (флашів), які, здебільшого, використовують для приготування чаю (напою).
Коли чайний кущ досягає чотирирічного віку, починається перший збір його врожаю, тобто листочків.
Якщо листя і флаші сушать одразу після збирання, то одержують зелений чай. Щоб отримати чорний чай, сировину спочатку піддають окисленню, а вже потім сушать.
Зберігають чай у щільно закритому посуді.

## Хімічний склад
У листі китайського чаю є дубильні речовини (до 35 %), до 5 % алкалоїдів (кофеїн, теофілін, теобромін, ксантин, аденін, гіпоксантин, ізатин, та інші), флавоноїди, ефірна олія, аскорбінова кислота (до 250 мг %), вітаміни B1, B2, K1, P, PP, мінеральні солі.

## Фармакологічні властивості і використання
Із чаю в гарячий настій переходить значна частина наявних фізіологічно активних речовин, у тому числі і вітаміни. Червоно-коричневий колір і терпкий в'яжучий смак надають настою головним чином таніни, а аромат — ефірна олія. Стимулюючі властивості чаю зумовлені в основному кофеїном. Залежно від сорту і способу заварки чаю склянка міцного напою містить від 0,02 до 0,1 г кофеїну. Кофеїн збуджує центральну нервову систему і діяльність серця, підвищує кров'яний тиск, розширює судини головного мозку, печінки, нирок, посилює діурез. Зважаючи на це, вживання чаю корисне при занепаді сил і виснаженні, стомленні і зниженні розумової активності. З метою надання першої допомоги чай дають при отруєннях, що викликають пригнічення центральної нервової системи, ослаблення серцевої діяльності і дихання (отруєння алкоголем і іншими наркотичними речовинами). Алкалоїди теофілін і теобромін виявляють слабо виражену стимулювальну дію на центральну нервову систему, але значно підвищують діурез. Дубильна речовина — кетахін, яка за будовою близька до вітаміну Р, сприяє засвоєнню організмом аскорбінової кислоти, підвищує міцність капілярів, зменшує проникність їх стінок. Три склянки чаю покривають добову потребу організму людини у вітаміні Р. Таніни чаю виявляють в'яжучу і бактерицидну дію, поліпшують травлення. Через це чай призначають хворим при гострих проносах і інших розладах кишкової діяльності. Але міцний настій чаю не рекомендується вживати при підвищенні збудливості, безсонні, органічних захворюваннях серцево-судинної системи, атеросклерозі, гіпертонічній хворобі, глаукомі. Надто міцний чай не бажано вживати і цілком здоровим людям, оскільки це може спричинити перезбудження нервової системи, занепокоєння, прискорене серцебиття, відчуття страху і інші хворобливі явища. Міцний настій чаю використовують як зовнішній засіб. У вигляді компресів, примочок і промивань його застосовують при сонячних опіках, запаленні очей, як косметичний засіб. Цілющі властивості має і зелений чай. Настій із зеленого чаю стимулює кровотворення, сприяє утворенню протромбіну в печінці, активізує окислювально-відновлювальні процеси, нормалізує водно-сольовий обмін, тонізує серцевий м'яз, підвищує пружність і зменшує проникність стінок кровоносних судин, знижує артеріальний тиск і кількість холестерину в крові, поліпшує самопочуття хворих на атеросклероз, ревматизм і хронічний гепатит, діє як радіопротектор. Відвар зеленого чаю має виражені антимікробні властивості і з успіхом застосовується при шигельозі, деяких ентероколітах, колітах, диспепсії.

## Лікарські форми і застосування
Внутрішньо — настій зеленого чаю (2 чайні ложки сировини на 200 мл окропу настояти 10 хвилин, процідити) по 60-80 мл 3 рази на день; 1,5 г сухого зеленого чаю заварюють у 1 л окропу, настоюють і п'ють як чай для угамування спраги. Зовнішньо — компреси, примочки і промивання настоєм (1 чайну ложку сухого чорного чаю заливають склянкою окропу, настоюють 5 хвилин, проціджують, охолоджують до кімнатної температури).